# Les Cinq de la section spéciale
Pour plus de détails, voir Fiche technique et Distribution.
Les Cinq de la section spéciale (Napoli... i 5 della squadra speciale) est un poliziottesco italien réalisé par Mario Bianchi et sorti en 1978.

## Synopsis
L'ambassadeur américain est enlevé à Naples. Les autorités policières ont mis sur pied une équipe spéciale pour le retrouver, dirigée par le commissaire Borri, déjà connu pour ses combats contre la Camorra. Il est accompagné par trois ex-agents — Marcello Arcangeli, Gianni Strinco et Bruno Pesenti — qui avaient quitté la police pour diverses raisons. Ils sont rejoints, sur les conseils d'un haut fonctionnaire du gouvernement, Venanzi, par un tueur mercenaire, l'Américain Morgan. Borri devine que le camorriste Eduardo Mancuso est impliqué dans l'enlèvement et la disparition simultanée d'un conteneur de plutonium, mais le commissaire ignore que ce dernier est de mèche avec l'insoupçonnable Venanzi et que Morgan est l'un de leurs hommes.
Lorsque Borri et ses collaborateurs commencent à devenir un danger pour les dangereux gangsters, le tueur intervient, éliminant Strinco et Arcangeli. Borri les venge alors en tuant Morgan, mais il meurt des blessures que ce dernier lui a infligées.

## Fiche technique
- Titre français : Les Cinq de la section spéciale[1]
- Titre original italien : Napoli... i 5 della squadra speciale[2]
- Réalisation : Mario Bianchi
- Scenario : Mario Bianchi, Antonio Cucca, Claudio Fragasso
- Photographie :	Luigi Ciccarese (it)
- Montage : Cesare Bianchini
- Musique : Polizzy Katedi
- Maquillage : Silvana Petri
- Société de production : October 77 Films
- Pays de production :  Italie
- Langue originale : Italien
- Format : Couleurs
- Durée : 92 minutes
- Genre : Poliziottesco
- Dates de sortie :
  - Italie : 1978 (visa délivré le 6 mai 1978[2])
  - France : 1987[1]

## Distribution
- Richard Harrison : Marcello Arcangeli
- Lina Polito : Laura
- Enrico Maisto : Commissaire Borri
- Franco Marino : Pesenti
- Tommaso Palladino : Morgan
- Gianni Diana Gianni Strinco
- Edmondo Mascia : Eduardo Mancuso
- Enzo D'Ausilio : Venanri
- Luigi Russo : Colla
- Marcello Filotico : Lettieri
- Theobaldo Cerullo : Marciani
- Emy Salvator : Barabba
- Giacomo Maisto : Privitera
- Gabriella Di Luzio : Anna